# Dakotadon
Dakotadon is een geslacht van dinosauriërs behorend tot de Euornithopoda dat tijdens het Vroege Krijt leefde in het gebied van het huidige Noord-Amerika. De typesoort is Dakotadon lakotaensis.

## Vondst en naamgeving
In november 1975 bracht Dale Rossow fossielen die door zijn vader Louis Rossow waren opgegraven op de landerijen van zijn familie in Whitewood Valley, onder de aandacht van professor emeritus John Willard, die ze op zijn beurt overdroeg aan Philip Bjork van het Museum of Geology. De resten, bestaande uit de snuit van een schedel, een hersenpan, een rechteronderkaak, een ruggenwervel en staartwervels van een euornithopode dinosauriër, werden in 1989 door David Weishampel toegeschreven aan een nieuw benoemde soort van het geslacht Iguanodon: I. lakotaensis. In 1998 meende David Bruce Norman nog dat deze naam een synoniem was van I. bernissartensis, op grond van tekeningen waarbij de schedelfragmenten geordend waren naar stramien van de Iguanodon-schedel. In 2006 kwam Gregory S. Paul, het werk van Robert Bakker en Kenneth Carpenter volgend, echter tot de conclusie dat deze soort niet in het geslacht Iguanodon thuishoorde omdat de vorm daarvoor te basaal was en dichter in morfologie bij — en misschien nauwer verwant aan — Theiophytalia. Hij benoemde daarom in 2008 een apart geslacht: Dakotadon, waarbij hij meteen de beschrijving van de soort D. lakotaensis aanpaste.
De geslachtsnaam is afgeleid van de staat South Dakota; de soortaanduiding van de stam de Lakota en de Lakotaformatie waarin het fossiel, holotype SDSM 8656, is aangetroffen in een laag daterend uit het vroege Barremien, ruim 127 miljoen jaar oud. Odon betekent "tand" of "getand" vanuit het Klassiek Griekse ὀδών; taalkundig gezien zou de samentrekking van Dakota en odon overigens "Dakotodon" hebben moeten opleveren.
In 2015 werd het fossiel opnieuw beschreven na een nieuwe preparatie. Oorspronkelijk was het omringende gesteente niet geheel verwijderd geweest. Daarbij was het fossiel verbonden door middel van ijzerdraad en secondelijm, aangevuld met gips en houtkit en verstevigd door een rijkelijk aangebrachte laag van polyvinylacetaat. Al deze verontreinigingen werden verwijderd, de erdoor opgetreden schade werd zoveel mogelijk hersteld, en daarna werd het stuk opnieuw gelijmd en versterkt met ethylmethacrylaat. Bij de preparatie bleek een stuk van de achterste linkeronderkaak aanwezig te zijn dat in 1989 niet onderkend was.

## Beschrijving

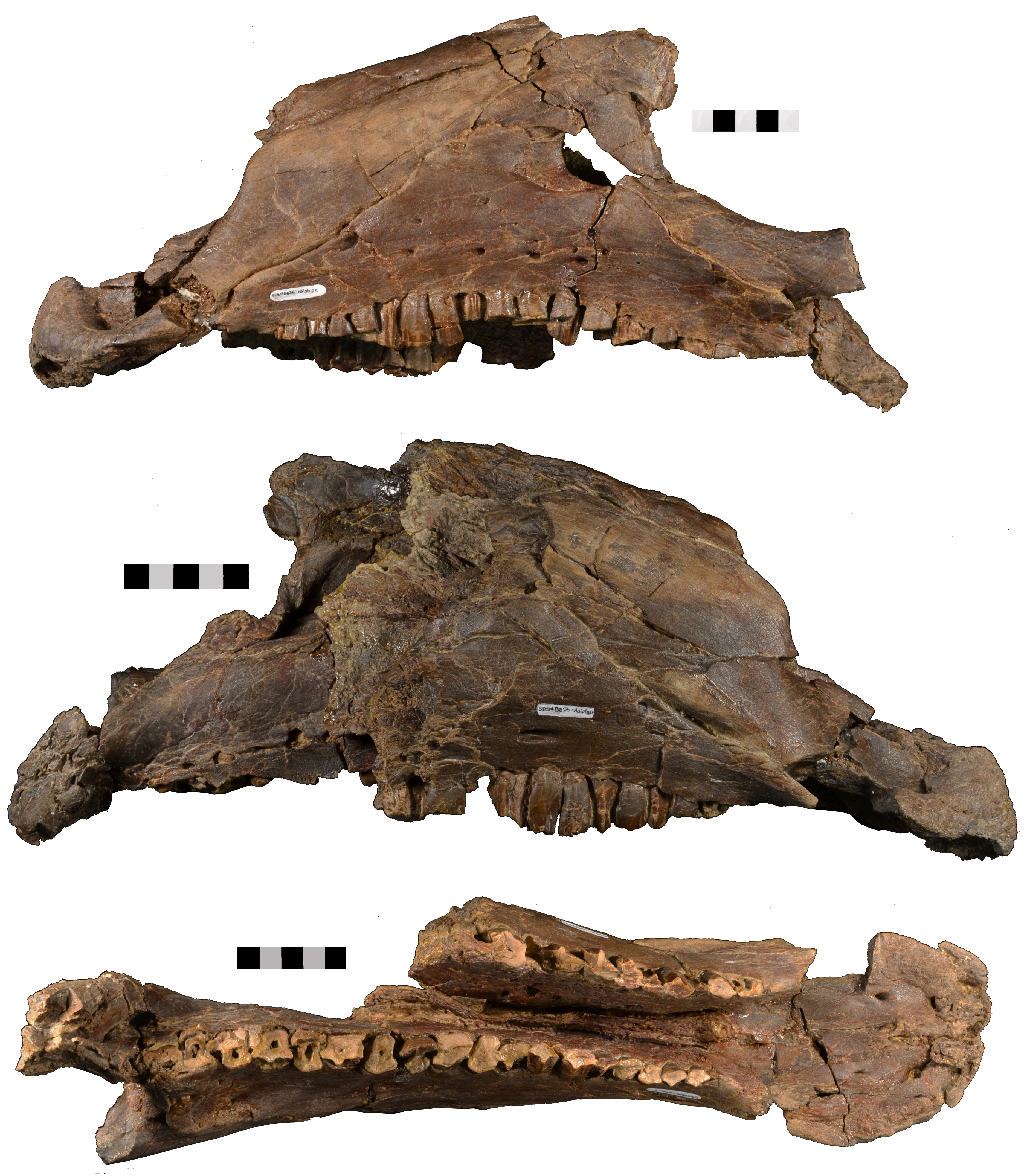
Het stuk snuit van het holotype

### Grootte en onderscheidende kenmerken
Paul schatte in 2010 de lichaamslengte op zes meter, het gewicht op één ton.
De herbeschrijving uit 2015 concludeerde dat de oorspronkelijke diagnosen van Weishampel en Paul er niet in geslaagd waren werkelijk onderscheidende kenmerken aan te geven. Bepaalde eigenschappen waren fout geïnterpreteerd; andere waren in feite symplesiomorfieën die alle Euornithopoda delen. Er werden alsnog drie autapomorfieën vastgesteld, unieke afgeleide eigenschappen. Het traanbeen heeft bovenaan een driehoekig uitsteeksel dat past in de onderrand van het prefrontale. Het raakvlak tussen jukbeen en ectopterygoïde bestaat uit een bult met daarop bovenaan, in het midden en aan de achterste onderkant contactfacetten. Beide dentaria van de onderkaken hebben een groeve onder hun voorste symfyse die samen een kleine venster vormen dat aan beide zijden een uitloper vormt van de fossae Meckelianae, de binnenste zijgroeven van de onderkaken, en naar voren uitkomt tussen de onderste binnentakken van het predentarium.
Verder werd een unieke combinatie vastgesteld van twintig op zich niet unieke kenmerken. Er is geen gaping tussen de tandrij van de onderkaak en de ondersnavel. De tandrij van de onderkaak is recht in zijaanzicht. De tandrij van de onderkaak eindigt achteraan aan de binnenzijde van de processus coronoides maar iets voor het hoogste punt daarvan. De onderrand van het voorste dentarium richting predentarium is recht in zijaanzicht. Het voorste profiel van de processus cornoides, het gedeelte gevormd door het dentarium, helt in zijaanzicht naar achter. De processus coronoides is bovenaan niet verbreed. Iedere praemaxilla heeft twee schijntandjes. Het bovenkaaksbeen heeft een naar boven en voren gerichte tak. De tandrij van de bovenkaak is in zijaanzicht hol. De opgaande tak van het bovenkaaksbeen is in zijaanzicht breed en driehoekig. De fossa antorbitalis bestaat uit een in zijaanzicht brede ovale uitholling die zich beperkt tot het achterste deel van de opgaande tak van het bovenkaaksbeen. De voorste tak van het traanbeen vernauwt zich tot een punt. De opgaande tak van het jukbeen naar het postorbitale heeft aan de binnenzijde van de basis een groot aderkanaal. Het squamosum heeft geen bladvormige overdwars afgeplatte voorste tak, zoals Iguanacolossus die wel bezit. Op het achterhoofd helt het bovenste supraoccipitale naar voren. Het basioccipitale heeft onderaan een groeve in de lengterichting. Op het basisfenoïde van de onderste hersenpan is het oppervlak tussen de uitsteeksels van de processus basipterygoidei vlak in plaats van ingekorven. Op de snijranden van de dentaire tanden van de onderkaak zijn de vertandingen tongvormig met gladde in plaats van gelobde randen. Op de dentaire tanden loopt de hoofdrichel evenwijdig met de even hoge secundaire richels, aangevuld met meervoudige zwakke richeltjes die uitlopen van de vertandingen. De maxillaire tanden van de bovenkaak hebben aan beide zijden van de hoofdrichel meervoudige evenwijdige secundaire richels lopen, in plaats van alleen aan de voorzijde.

### Skelet
De schedel is smal, langwerpig en plat, met een schuin oplopend bovenprofiel. De bovensnavel is in bovenaanzicht schoepvormig afgerond. De bewaarde lengte van het stuk snuit is zo'n veertig centimeter.
De maxillaire tanden zijn hoog. Er zijn minstens negentien, misschien twintig, tandposities in de bovenkaak. Iedere tand heeft één uitgebroken vervangingstand. Het aantal dentaire tanden bedraagt minstens twaalf maar vermoedelijk in feite ook een twintigtal. De richels van de dentaire tanden hebben de eigenaardigheid dat ze wat afgeplat zijn.

## Fylogenie
Volgens Paul is Dakotadon dermate basaal dat hij vermoedelijk tot de Iguanodontidae noch de Iguanodontoidea behoort, afhankelijk van de definitie van deze groepen. Dit oordeel is echter niet gebaseerd op een exacte kladistische analyse. De schedel heeft wel de klassieke vorm van die van een iguanodontide: lang, laag en smal.
De studie uit 2015 bevestigde met een exacte analyse het vermoeden van Paul: Dakotadon bleek basaal in de Ankylopollexia geplaatst. Het zou daarbij echter niet al te laag in de stamboom staan maar een vergelijkbare positie hebben met andere vormen uit het Onder-Krijt als Iguanacolossus, Hippodraco en Theiophytalia.